# Hell on Earth
Hell on Earth – trzeci studyjny album amerykańskiego zespołu hip-hopowego Mobb Deep. Został wydany 19 listopada, 1996 roku nakładem wytwórni Loud/RCA/BMG Records. Gościnnie występują Nas, Raekwon, Method Man i Big Noyd.

## Lista utworów (07863-66992)
| Nr | Tytuł                         | Wykonawcy                              | Czas |
| -- | ----------------------------- | -------------------------------------- | ---- |
| 1  | "Animal Instinct"             | Havoc, Prodigy, Twin Gambino, Ty Nitty | 3:30 |
| 2  | "Drop a Gem on 'Em"           | Havoc, Prodigy                         | 4:17 |
| 3  | "Bloodsport"                  | Havoc, Prodigy                         | 3:35 |
| 4  | "Extortion"                   | Havoc, Method Man, Prodigy             | 3:31 |
| 5  | "More Trife Life"             | Havoc                                  | 3:45 |
| 6  | "Man Down"                    | Big Noyd, Havoc, Prodigy               | 5:03 |
| 7  | "Can’t Get Enough of It"      | General G, Havoc, Prodigy              | 4:51 |
| 8  | "Nighttime Vultures"          | Havoc, Prodigy, Raekwon                | 4:30 |
| 9  | "G.O.D. Pt. III"              | Havoc, Prodigy                         | 5:17 |
| 10 | "Get Dealt With"              | Havoc, Prodigy                         | 3:56 |
| 11 | "Hell on Earth (Front Lines)" | Havoc, Prodigy                         | 4:34 |
| 12 | "Give it up Fast"             | Big Noyd, Havoc, Nas, Prodigy          | 3:58 |
| 13 | "Still Shinin’"               | Havoc, Prodigy                         | 4:11 |
| 14 | "Apostle's Warning"           | Havoc, Prodigy                         | 4:07 |
| 15 | "In the Long Run" *           | Havoc, Prodigy, Ty Nitty               | 2:38 |

(*) jako dodatkowy utwór

## Lista utworów (74321-42558)
| Nr | Tytuł                         | Producent | Wykonawcy                              | Czas |
| -- | ----------------------------- | --------- | -------------------------------------- | ---- |
| 1  | "Animal Instinct"             | Mobb Deep | Havoc, Prodigy, Twin Gambino, Ty Nitty | 3:30 |
| 2  | "Drop a Gem on 'Em"           | Mobb Deep | Havoc, Prodigy                         | 4:17 |
| 3  | "Bloodsport"                  | Mobb Deep | Havoc, Prodigy                         | 3:35 |
| 4  | "Extortion"                   | Mobb Deep | Havoc, Method Man, Prodigy             | 3:31 |
| 5  | "More Trife Life"             | Mobb Deep | Havoc                                  | 3:45 |
| 6  | "Man Down"                    | Mobb Deep | Big Noyd, Havoc, Prodigy               | 5:03 |
| 7  | "Can’t Get Enough of It"      | Mobb Deep | Havoc, Prodigy, General G (Illah Ghee) | 4:51 |
| 8  | "Nighttime Vultures"          | Mobb Deep | Havoc, Prodigy, Raekwon                | 4:30 |
| 9  | "G.O.D. Pt. III"              | Mobb Deep | Havoc, Prodigy                         | 5:17 |
| 10 | "Get Dealt With"              | Mobb Deep | Havoc, Prodigy                         | 3:56 |
| 11 | "Hell on Earth (Front Lines)" | Mobb Deep | Havoc, Prodigy                         | 4:34 |
| 12 | “Shook Ones Pt. 1”            | Mobb Deep | Havoc, Prodigy                         | 4:12 |
| 13 | "Give it up Fast"             | Mobb Deep | Big Noyd, Havoc, Nas, Prodigy          | 3:58 |
| 14 | "Still Shinin’"               | Mobb Deep | Havoc, Prodigy                         | 4:11 |
| 15 | "Apostle's Warning"           | Mobb Deep | Havoc, Prodigy                         | 4:07 |
| 16 | “In the Long Run” *           | Mobb Deep | Havoc, Prodigy, Ty Nitty               | 2:38 |

(*) jako dodatkowy utwór

## Sample
Animal Instinct
- "That’s Where the Happy People Go" – The Trammps

Drop a Gem on ’Em
- "Can’t Help But Love You" – The Whispers

Extortion
- "Can You Remember" – Jackson 5

More Trife Life
- "Islands" – King Crimson

Can’t Get Enough of It
- "Las Vegas Tango" – Gary Burton

G.O.D. Pt. III
- "Tony's Theme" – Giorgio Moroder
- "Fool Yourself" – Little Feat

Still Shinin’
- "Hospital Prelude of Love Theme" – Willie Hutch

Apostle's Warning
- "People Make the World Go Round" – Michael Jackson

## Notowania albumu
| Rok  | Notowania     | Notowania              |
| Rok  | Billboard 200 | Top R&B/Hip Hop Albums |
| ---- | ------------- | ---------------------- |
| 1996 | 6             | 1                      |